# Самарская епархия
Сама́рская епа́рхия — епархия Русской православной церкви, объединяющая приходы и монастыри в границах городов Самара и Новокуйбышевск, а также Волжского района Самарской области. Входит в состав Самарской митрополии.

## История
5 декабря 1849 года Святейшим Синодом в составе Саратовской и Царицынской епархии было учреждено Волгское викариатство, однако просуществовало оно весьма недолго. Ещё не были окончательно утверждены его границы, как 31 декабря 1850 года оно было упразднено в связи с созданием новой губернии, в которой по тогдашнему положению должна была быть своя архиерейская кафедра.
1 января 1851 года была учреждена новая епархия. Именовалась она Самарская и Ставропольская и охватывала тогдашнюю территорию губернии, площадью 140 370 квадратных вёрст, на которых проживало 1 304 224 человека. Духовенства различных конфессий насчитывалось 10204 человека.
На этой территории находилось 478 православных храмов (145 каменных и 333 деревянных), из которых 20 находилось в 7 городах губернии, действовало 50 молитвенных домов и часовен. Также имелось 3 единоверческих монастыря, 7 единоверческих храмов в Николаевском уезде и 1 молитвенный дом в Новоузенском уезде.
Первым архиереем епархии был назначен епископ Евсевий (Орлинский). 31 марта 1851 года в Самаре состоялось торжественное открытие Самарского епархиального управления. Кафедральным собором стал самарский храм Вознесения Господня. На следующий день состоялось открытие архиерейского дома — особого монастыря, заведовавшего имуществом и денежными средствами архиерейской кафедры. В 1914 году церквям Самарской губернии принадлежало 43830 десятин земли, а монастырям — 17513 десятин. Земля сдавалась в аренду или обрабатывалась наемными людьми. Например, от сдачи земли в аренду в 1914 году монастыри губернии и архиерейский дом в 1914 году заработали 109975 руб..

### Управление
Центральным органом управления епархии была духовная консистория, под руководством правящего архиерея, осуществлявшая административные и судебные функции. В административные задачи консистории входило назначение на церковные должности; отчеты и характеристика кандидатов на такие должности; пострижения в монахи в монастырях епархии; надзор за ведением церковных книг; управление архиерейским домом, монастырями и храмами. Также ведению консистории подлежали вопросы церковного имущества и жалобы духовенства и на духовенство. Решения принимались коллегиально на совместных заседаниях, протоколы которых предоставлялись епископу. Епископ же мог вернуть дело обратно в консисторию. Последнее слово в спорных вопросах оставалось именно за ним.
Через духовный училищный совет консистория управляла духовно-учебными заведениями епархии. Также она занималась вопросами попечительства бедным лицам духовного звания, православного миссионерства и созданием церковно-приходских попечительств и советов. Высшей инстанцией для консистории был Святейший Синод.
17 (29) декабря 1900 года в границах Самарской епархии было создано Николаевское викариатство, его возглавил епископ Тихон (Оболенский). Однако просуществовало это викариатство относительно недолго. В ноябре 1908 года границы Самарской епархии были несколько изменены «за изъятием Уральской области в церковном отношении из ведения епископа Оренбургской епархии с присоединением её к самарской епархии». Управлять Уральской областью перевели епископа Николаевского Тихона с изменением его титула на Уральский.
Последний предвоенный Куйбышевский архиерей, Ириней (Шульмин), арестованный в октябре 1937 года, по заключению следствия, якобы действовал «по указанию союзного объединенного церковно-сектантского антисоветского центра». Это свидетельствуют об имевшихся в 1937—1938 годах планах НКВД полностью уничтожить руководство как Русской Православной Церкви, так и других религиозных организаций.
В начале Великой Отечественной войны для эвакуации из Москвы ряда высших государственных и партийных учреждений и всех посольств был предназначен Куйбышев. Не случайно первой кафедрой, реально замещенной в РСФСР в дни войны, стала Куйбышевская, куда указом от 25 сентября 1941 года был назначен епископ Андрей (Комаров), который к тому времени имел регистрацию в качестве настоятеля единственного действовавшего храма Куйбышева — Покровского. Этот храм и стал кафедральным собором.
В 1944 году епархия была переименована в Куйбышевскую и Сызранскую: Ставрополь в те годы был лишён статуса города, а Сызрань (где в 1923—1937 годах имелся свой епископ — см.: Сызранская епархия) уже входила в состав Куйбышевской области.
Послевоенное восстановление епархии шло медленно — в 1948 году в ней состояли 30 клириков (священники и диаконы без епископа и псаломщиков), в 1959 году — 46 клириков. Однако в 1954 году заработала своя свечная мастерская, которая только за 1958 год выпустила 35,3 тонны свечей. Епархии удалось без катастрофических потерь пережить хрущёвские гонения на религию: из 19 приходов в ней был ликвидирован только 1 (в селе Подвалье), тогда как местный уполномоченный Совета по делам Русской православной церкви планировал ликвидировать 11. Но число клириков к 1965 году было сокращено до 37.
В 1990 году, после возвращения городу названия Самара, епархия была переименована в Самарскую и Сызранскую.
В епархии на февраль 2010 года действовало 7 монастырей и 298 приходов.
15 марта 2012 года решением Священного Синода из состава Самарской епархии были выделены Отрадненская и Кинельская епархии; все три епархии включены в состав Самарской митрополии. После этого в составе епархии остались: городские округа Самара, Тольятти, Жигулёвск, Сызрань, Новокуйбышевск и Волжский, Ставропольский, Сызранский и Шигонский районы.
4 мая 2017 года решением Священного Синода из состава епархии была выделена Сызранская епархия, причём Богородичный Казанский монастырь в селе Винновка Ставропольского района и духовно-просветительский центр Самарской митрополии при нём оставлен в канонической юрисдикции Самарской епархии.
9 июля 2019 года решением Священного Синода часть территории епархии отошла к новообразованной Тольяттинской епархии.

## Названия
- Самарская и Ставропольская (1850 — середина 1920-х)
- Самарская (середина 1920-х — 1935)
- Куйбышевская (1935—1944)
- Куйбышевская и Сызранская (1944 — 31 января 1991)
- Самарская и Сызранская (31 января 1991 — 15 марта 2012)
- Самарская (с 15 марта 2012)

## Архиереи епархии
- Евсевий (Орлинский) (10 декабря 1850 — 3 ноября 1856)
- Феофил (Надеждин) (13 января 1857 — 31 декабря 1865)
- Герасим (Добросердов) (25 января 1866 — 8 декабря 1877)
- Серафим (Протопопов) (8 декабря 1877 — 11 января 1891)
- Владимир (Богоявленский) (19 января 1891 — 18 октября 1892)
- Гурий (Буртасовский) (24 октября 1892 — 23 апреля 1904)
- Константин (Булычёв) (23 апреля 1904 — 4 октября 1911)
- Симеон (Покровский) (4 октября 1911 — 20 ноября 1913)
- Питирим (Окнов) (22 декабря 1913 — 26 июня 1914)
- Михаил (Богданов) (11 июля 1914 — декабрь 1918)
- Филарет (Никольский) (13 мая 1919 — 13 ноября 1921)
- Анатолий (Грисюк) (28 февраля 1922 — сентябрь 1928)
  - Сергий (Зверев) (1924—1925) в/у
- Александр (Трапицын) (август 1928—1933)
- Петр (Руднев) (4 октября 1933 — 8 мая 1935)
- Ириней (Шульмин) (8 мая 1935 — 8 февраля 1938)
  - Андрей (Комаров) (октябрь 1939 — сентябрь 1941) состоял клириком, а с начала 1941 настоятелем единственной в епархии действующей церкви
- Андрей (Комаров) (12 сентября — 9 декабря 1941)
- Питирим (Свиридов) (25 декабря 1941 — 10 января 1942)
- Алексий (Палицын) (январь 1942 — 20 апреля 1952)
- Иероним (Захаров) (31 июля 1952 — 31 мая 1956)
- Митрофан (Гутовский) (31 мая 1956 — 12 сентября 1959)
- Палладий (Шерстенников) (12 сентября 1959 — 22 марта 1960) в/у, архиепископ Саратовский
- Мануил (Лемешевский) (22 марта 1960 — 25 ноября 1965)
- Иоанн (Снычёв) 12 декабря 1965 — 20 июля 1990) до 20 марта 1969 — в/у, епископ Сызранский
- Евсевий (Саввин) (20 июля 1990 — 23 февраля 1993)
- Сергий (Полеткин) (23 февраля 1993 года — 24 июля 2025)
- Феодосий (Чащин) (с 24 июля 2025 года)

## Благочиния
Епархия разделена на 14 церковных округов:
- Монастырское благочиние
- Ташлинское благочиние
- Михайловское благочиние
- Новокуйбышевское благочиние
- Самарское Красноглинское благочиние
- Самарское Приволжское благочиние
- Самарское Безымянское благочиние
- Самарское Железнодорожное благочиние
- Самарское Георгиевское благочиние
- Волжское благочиние
- Самарское Промышленное благочиние
- Самарское Центральное благочиние
- Самарское Заречное благочиние
- Самарское Старогородское благочиние

## Монастыри
Ранее на территории Самарской епархии действовали два православных монастыря в Самаре мужской и женский Спасо-Преображенские, закрытые по различным причинам в XVIII веке. В 1840-х годах были закрыты два женских единоверческих монастыря на Большом Иргизе: Средне-Успенский и Верхне-Покровский. К моменту основания Самарской епархии на её территории продолжали действовать ещё 3 единоверческих монастыря, расположенных в Николаевском уезде: мужские Иргизский Нижне-Воскресенский монастырь и Верхний Спасо-Преображенский монастырь и женский Средне-Никольский монастырь. Кроме этого действовали Бузулукская Тихвинская (с 1847 года) и Самарская Иверская (с декабря 1850 года) женские православные общины.
С созданием епархии началось и активное монастырское строительство. Уже в 1851 году было положено начало созданию Самарского Николаевского мужского монастыря, открытого в 1857 году. В 1853 году был открыт Бузулукский Спасо-Преображенский мужской монастырь. В 1860-м году появились Мойский Свято-Троицкий мужской и Самарский Иверский и Бузулукский Тихвинский Богородицкий женские монастыри. В 1865 году был основан Бугульминский Александро-Невский мужской монастырь, в 1870 году — Николаевский Вознесенский женский монастырь. В 1874 году был создан Бугурусланский Покровский, а спустя два года, в 1876 году, был открыт Бугульминский Казанско-Богородицкий женские монастыри. В 1880 году открылся Ключегорский Казанско-Богородицкий женский монастырь, в 1885 — Чагринский Покровский женский монастырь, в 1886 — Раковский Свято-Троицкий женский монастырь. В 1893 году был утверждён Новоузенский Свято-Троицкий женский монастырь, наконец в 1901 — Свято-Троицкий Шихобаловский женский монастырь — ставший последним монастырём, открытым в епархии до установления Советской власти.
Только Николаевский монастырь получал средства на своё содержание из казны, Источниками дохода остальных являлось хлебопашество, скотоводство, садоводство, бахчеводство, а также пожертвования благотворителей. На монастырских полях обычно сеяли рожь, пшеницу, ячмень, гречку, просо, горох и картофель. Заметная часть земель сдавалась в аренду. При некоторых монастырях имелись мукомольные мельницы, также становившиеся источником дохода. В женских монастырях дополнительным источником дохода было рукоделие: шитьё, вышивание, вязание, в некоторых монастырях имелись и более экзотические мастерских. Так в Раковской обители действовала живописная мастерская. При некоторых монастырях действовали странноприимные дома, при двух женских монастырях были открыты богадельни, в восьми монастырях имелись больницы в общем количестве на 75 коек. При Иверском женском монастыре действовал сиротский приют. При всех монастырях действовали школы, обеспеченные хорошими помещениями и педагогическим составом.
В результате изменений в административно-территориальном делении в 1920—1930-х годах часть монастырей отошла к соседним регионам: Бугульминские оказались в Татарской АССР, Николаевский, Новоузенский и единоверческие Иргизские — в Саратовской области, Бузулукские, Бугурусланский и Ключегорский — в Оренбургской области. Однако в 1928 году на территории самарской епархии оказались некоторые монастыри, ранее принадлежавшие Симбирской губернии: Вознесенский мужской монастырь (действовал с 1685 года), Сызранский Сретенский (с 1858 года) и Старо-Костычевский Смоленский (с 1905 года) женские монастыри.
В современной России возобновилось монастырское строительство. Открывались закрытые ранее монастыри, началось создание новых. В 1993 году был воссоздан Самарский Иверский женский монастырь, в 1996 — старейший в епархии Сызранский Вознесенский монастырь.
В 1997 году был создан новый Воскресенский мужской монастырь в Тольятти. В 2003 году в Самаре был создан Свято-Воскресенский мужской монастырь. В 2006 году появились созданные Свято-Богородичный Казанский мужской в селе Винновка Ставропольского района и Заволжский Свято-Ильинский женский (в селе Подгоры) монастыри. В 2007 году там же в Подгорах был открыт Заволжский в честь Честного и Животворящего Креста Господня мужской монастырь.

## Миссионерство
После открытия епархии миссионерской деятельностью на её территории управлял вероисповедальный стол духовной консистории. По инициативе епископа Герасима 28 февраля 1871 года был создан епархиальный комитет православного миссионерского общества. Комитет должен был способствовать развитию миссионерства, за счёт государственных субсидий организовывать училища, библиотеки, больницы при пяти открытых миссионерских станах.
В конце 1880-х годов была введена должность епархиального миссионера, который занимался общим руководством противосектантской миссией и выполнял поручения епископа и консистории по делам миссии. В благочинных округах помощь ему оказывали окружные миссионеры, приходские священники, члены кружков ревнителей православия, а также рядовые миссионеры — обычно крестьяне, хорошо знавшие Библию. В секретном постановлении Самарской духовной консистории от 8 марта 1893 года указывались рекомендации по борьбе с сектантством, особо оговариваясь, чтобы духовенство не рассчитывало на помощь полиции и светские власти, а «старалось даже сектантам и раскольникам внушить доверие и расположение к себе кротостью, беспристрастием, участливостью к житейским нуждам и крайнею осторожностью, дабы и выражениями не оскорблять веру их, даже прегрешительную».
В 1908 году был создан самарский епархиальный миссионерский совет, состоявший из председателя — правящего архиерея, ректора духовной семинарии, двух её преподавателей, двух протоиереев — членов духовной консистории, двух епархиальных миссионеров.
Ещё епископ Герасим (Добросердов) ввёл в практику сначала в Самаре, а затем и в уездах, воскресные публичные собеседования с сектантами и старообрядцами различных толков. В ходе этих бесед наиболее подготовленные лица из духовенства и мирян объясняли основы православной веры. Такие беседы проводились в местах проживания сектантов в храмах, а при их отсутствии в школах. Беседы сопровождались бесплатной раздачей религиозной и антисектантской литературы. В 1912 году состоялось 1075 таких беседы, а в 1914—2174.
В 1915 году была введена должность книгоноши, который был обязан распространять (как продавать так и раздавать бесплатно) религиозную литературу. Также действовала крупная епархиальная миссионерская противосектантская и противораскольническая библиотека, инициатором создания которой выступил протоиерей Д. Н. Орлов. На местах, в центрах локального проживания сектантов, открывались локальные миссионерские библиотеки, действовавшие во всех приходах Самары и Новоузенска, а также ещё в 35 населённых пунктах 5 уездов губернии

## Комментарии
1. ↑  Суду консистории подлежали духовные лица в связи с проступками по службе, по обвинениям в неблагонравии и в нарушении церковного благочиния, а также миряне по вопросам семейно-брачных отношений